# جوزپه چدرنا
جوزپه چدرنا (ایتالیایی: Giuseppe Cederna؛ زادهٔ ۲۵ ژوئن ۱۹۵۷) بازیگر اهل ایتالیا است.

## زندگی و حرفه
جوزپه چدرنا در رم به دنیا آمد. او پسر روزنامه‌نگار و سیاستمدار، آنتونیو چدرنا، و خواهرزادهٔ نویسنده و روزنامه‌نگار، کامیلّا چدرنا است. چدرنا از جوانی به حرفهٔ پانتومیم و دلقکی علاقه‌مند بود و پس از چند تجربهٔ تئاتری، در سال ۱۹۷۷ شرکت «آنفل‌کلون» را تأسیس کرد. او که برای همکاری‌های متعدد به تئاترو دل‌الفو دعوت شده بود، در آنجا با کارگردان گابریله سالواتورس آشنا شد که با او هم در صحنهٔ تئاتر و هم بعدها در سینما همکاری کرد؛ از جمله در فیلم برندهٔ جایزه اسکار بهترین فیلم بین‌المللی مدیترانه.
پس از ایفای یک نقش فرعی در فیلم درام مارکو بلوکیو در سال ۱۹۷۲ با عنوان هیولا را در صفحه اول عَلَم کن، چدرنا در دههٔ ۱۹۸۰ حرفه‌اش را به‌عنوان بازیگر نقش مکمل سینما آغاز کرد و در نقش‌های کمدی و درام ظاهر شد.
چدرنا علاقه‌مند پرشوری به کوهنوردی است و همچنین نویسنده نیز هست.
از فیلم‌هایی که وی در آن نقش داشته‌است، می‌توان به مدیترانه، نه، سفر کاپیتان فراکاسا، خانواده، به خاطر رزانا، تو می‌خندی، هانری چهارم، فصلی از زندگی بزرگان، اجساد ممتاز، کریستال یا خاکستر و گانگستر اشاره کرد.